# Grå vedslidskivling
Grå vedslidskivling (Volvariella caesiotincta) är en svampart som beskrevs av P.D. Orton 1974. Grå vedslidskivling ingår i släktet Volvariella och familjen Pluteaceae.  Arten är reproducerande i Sverige. Inga underarter finns listade i Catalogue of Life.